# Ayamachay
Ayamachay (del quechua: aya ‘cadáver‘’, mach'ay ‘cueva’) es un sitio arqueológico con pinturas rupestres en Perú. Está situado en el distrito de Combapata, provincia de Canchis, dentro del departamento del Cuzco, sobre la margen izquierda del río Salqa o Salcca cerca del pueblo de Oroscocha u Oroscocha. Las pinturas son predominantemente blancas y muestran figuras abstractas o geométricas.
Al oeste de Ayamach'ay hay otro sitio con arte rupestre llamado Llamachayuq Qaqa.